# Yolande de Dreux (1212-1248)
Pour les articles homonymes, voir Yolande de Dreux.
Yolande de Dreux, née vers 1212/1213, morte en 1248, est la fille de Robert III, comte de Dreux, et d'Aénor, dame de Saint-Valery.
Elle épouse en 1229 Hugues IV (1213 † 1272), duc de Bourgogne, et eut :
- Eudes, (1230 † 1269), comte de Nevers, d'Auxerre et de Tonnerre ;
- Jean, (1231 † 1267), seigneur de Bourbon et de Charolais ;
- Adélaïde (1233 † 1273) mariée en 1251 à Henri III, duc de Brabant († 1261) ;
- Marguerite († 1277), fiancée dès l'enfance (1239), puis mariée à Guillaume III de Mont-Saint-Jean (†1256), puis remariée vers 1258 à Guy VI, vicomte de Limoges († 1263) ;
- Robert II, (1248 † 1306), duc de Bourgogne.

Yolande meurt le 30 octobre 1248, pendant le séjour de son époux, le duc de Bourgogne, en Terre Sainte et est inhumée dans l'église abbatiale de Cîteaux.
Devenu veuf, Hugues IV se remarie à la fin de l'année 1258 avec Béatrice, fille de Thibaud Ier, roi de Navarre et comte de Champagne.